# Stadhuis van Nieuwpoort (Zuid-Holland)
Het stadhuis van Nieuwpoort is een stadhuis in de Nederlandse plaats Nieuwpoort, provincie Zuid-Holland. 
Om Holland beter te kunnen verdedigen werd in de jaren 1673-1695 rond Nieuwpoort een nieuwe omwalling aangelegd. Onderdeel van deze modernisering was de bouw van een nieuw stadhuis. Het bouwwerk werd gebouwd in 1697.
Het stadhuis heeft een bordes aan de voorzijde. Het dak is bekroond door een omlopend schilddak met open koepeltorentje. Het gebouw staat op een overkluizing van de Haven met aan de achterzijde een waaggebouw met gezwenkte topgevel
Het is beschermd als rijksmonument sinds 1968. In het stadhuis is Museum Nieuwpoort gevestigd.

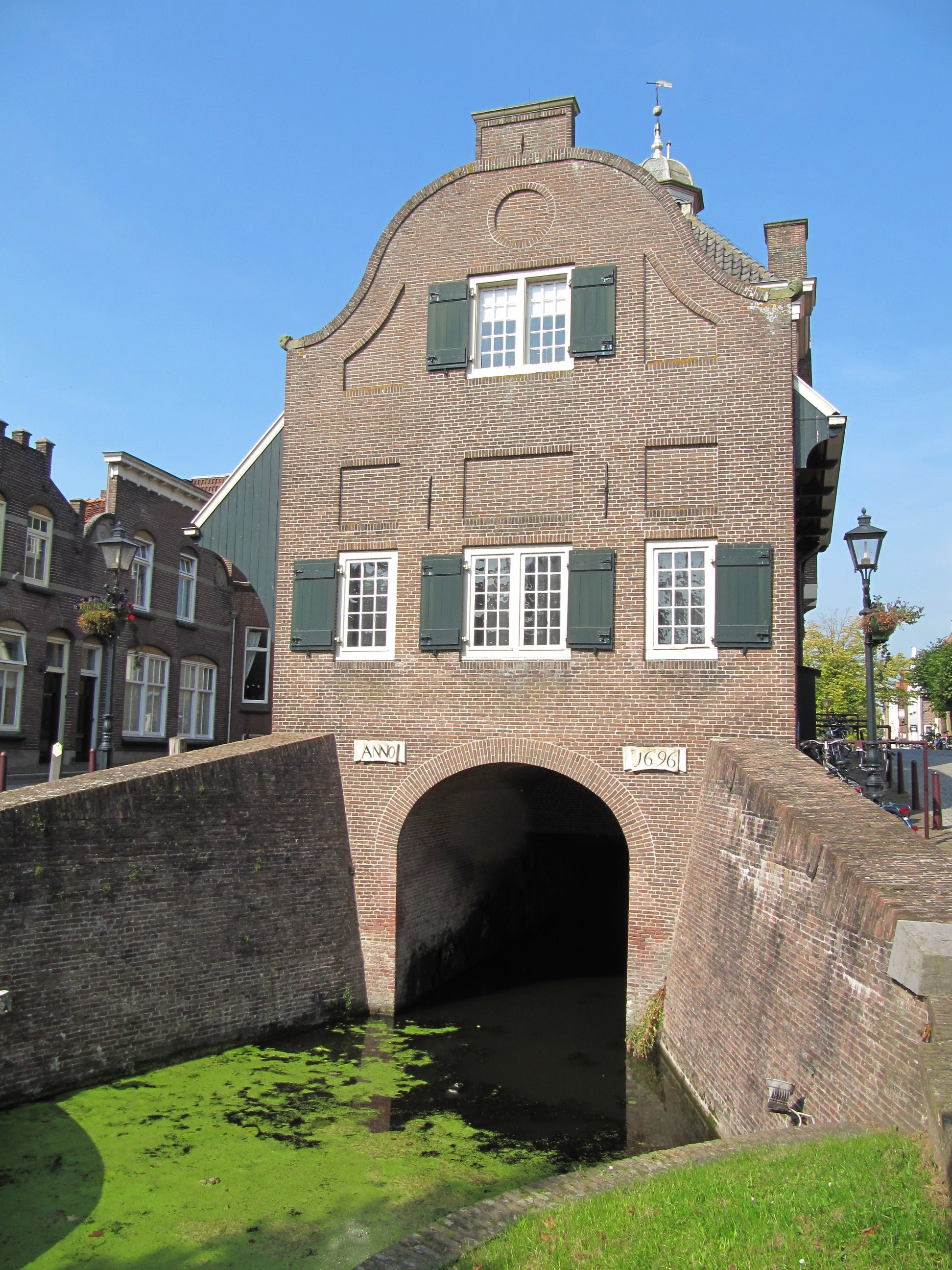
Achterzijde